# Indoktrynacja

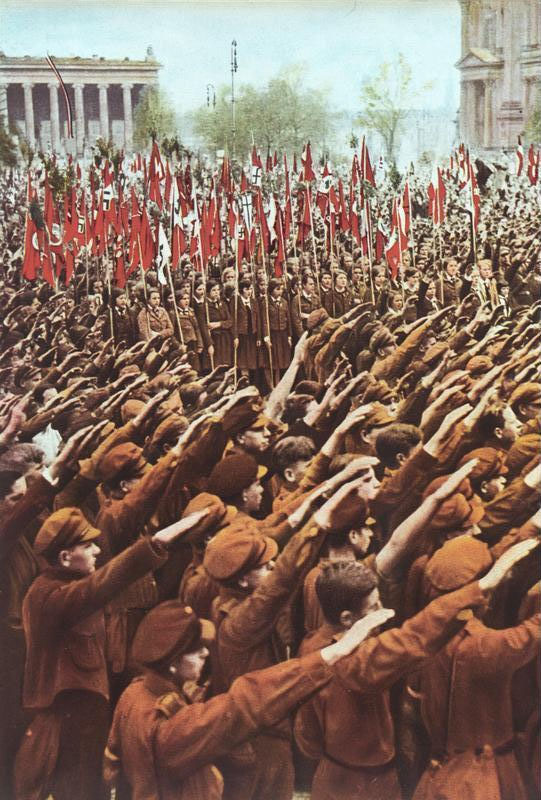
Członkowie Hitlerjugend wykonujący salut nazistowski na wiecu w Lustgarten w Berlinie (1933)

Indoktrynacja (łac. doctrina ‘nauka’) – świadomy i systematyczny proces, polegający na bezkrytycznym wpojeniu człowiekowi określonych ideologii i doktryn, zwłaszcza politycznych, religijnych lub społecznych, korzystając z propagandy, stosowanej przez środki masowego przekazu, system oświaty szkolnej i pozaszkolnej.
Istotną cechą indoktrynacji jest świadome pozbawianie odbiorców wiedzy o kierunkach przeciwnych do promowanych.
Typowym przykładem stosowania indoktrynacji jest niemiecka hitlerowska organizacja młodzieżowa Hitlerjugend.
Współczesnym przykładem indoktrynacji jest system oświaty w Koreańskiej Republice Ludowo-Demokratycznej, gdzie u dzieci w wieku kilku lat rozpoczyna się proces wychowywania ideologicznego, polegający m.in. na wprowadzaniu do placówek oświatowych przedmiotów typu „dzieciństwo wielkiego wodza”.